# Szczytno Małe
Szczytno Małe (Szczycienko) (kaszb. Jezoro Szczëtno Môłé) – przepływowe jezioro rynnowe położone na północnym skraju Pojezierza Północnokrajeńskiego ("Obszar Chrononego Krajobrazu Jezior Krępsko i Szczytno"), na obszarze gminy Przechlewo, powiat człuchowski, województwo pomorskie, o ogólnej powierzchni 32 ha. 
Jezioro położone jest w środkowej części powiatu człuchowskiego, na terenie Pojezierza Północnokrajeńskiego. Akwen otoczony jest niemal w całości gruntami ornymi, jedynie od południowego wschodu sąsiaduje z lasami. Od północy do jeziora przylegają zabudowania dwóch niewielkich wsi Zawady i Szczytna. Przez jezioro przepływa rzeka Brda stanowiąca szlak kajakowy i łącząca akwen jeziora z innymi jeziorami tzw. zespołu Szczycieńskiego - Szczytnem Wielkim i Końskim. Jest to płytki, niewielki akwen, z monotonną linią brzegową porośniętą wąskim pasem roślinności wodnej.